# Sixième circonscription de Paris
Pour les articles homonymes, voir Sixième circonscription de Paris de 1958 à 1986 et Sixième circonscription de Paris de 1988 à 2012.
La sixième circonscription de Paris est l'une des 18 circonscriptions électorales françaises que compte le département de Paris situé en région Île-de-France depuis le redécoupage des circonscriptions électorales réalisé en 2010 et applicable à partir des élections législatives de juin 2012.

## Délimitation de la circonscription
La loi du 23 février 2010 ratifie l'ordonnance du 29 juillet 2009, laquelle détermine la répartition des sièges et la délimitation des circonscriptions pour l'élection des députés.
La circonscription est délimitée ainsi : 
- une partie du 11e arrondissement, comprenant la partie des quatre quartiers de la Folie-Méricourt, Saint-Ambroise, la Roquette et Sainte-Marguerite située à l'est d'une ligne définie par les voies suivantes : rue de la Folie-Méricourt, rue de la Fontaine-au-Roi, avenue Parmentier, rue du Chemin-Vert, rue Saint-Maur, rue Léon-Frot, rue de Charonne et rue Faidherbe ;
- une partie du 20e arrondissement, comprenant la portion des quartiers de Belleville et du Père-Lachaise située à l'ouest d'une ligne définie par l'axe des voies ci-après : rue Piat, rue des Envierges, rue Levert, rue des Pyrénées, rue de Bagnolet, boulevard de Charonne et place des Antilles.

Elle ne comporte aucun quartier administratif entier.
Cette délimitation s'applique donc à partir de la XIVe législature de la Cinquième République française.
Cette sixième circonscription de Paris correspond à l'adjonction de la partie centrale de la précédente sixième circonscription, de la partie est de la septième et de la petite partie de la 21e.

## Députés
| Législature | Début de mandat | Fin de mandat   | Député                 | Parti politique | Observations |
| ----------- | --------------- | --------------- | ---------------------- | --------------- | --- |
| XIVe        | 20 juin 2012    | 21 juillet 2012 | Cécile Duflot          | EELV            | Nommée au gouvernement le 21 juillet 2012, remplacé par sa suppléante. Reprend l'exercice de son mandat le 2 mai 2014 |
| XIVe        | 22 juillet 2012 | 2 mai 2014      | Danièle Hoffman-Rispal | PS              | Nommée au gouvernement le 21 juillet 2012, remplacé par sa suppléante. Reprend l'exercice de son mandat le 2 mai 2014 |
| XIVe        | 3 mai 2014      | 20 juin 2017    | Cécile Duflot          | EELV            | Nommée au gouvernement le 21 juillet 2012, remplacé par sa suppléante. Reprend l'exercice de son mandat le 2 mai 2014 |
| XVe         | 21 juin 2017    | 21 juin 2022    | Pierre Person          | LREM            | |
| XVIe        | 22 juin 2022    | 9 juin 2024     | Sophia Chikirou        | LFI             | Mandat écourté à la suite d'une dissolution parlementaire décidée par Emmanuel Macron.                                |
| XVIIe       | 8 juillet 2024  | En cours        | Sophia Chikirou        | LFI             | |

## Résultats électoraux

### Élections législatives de 2012
| Candidat       | Candidat                 | Parti          | Premier tour | Premier tour | Second tour | Second tour |  |
| Candidat       | Candidat                 | Parti          | Voix         | %            | Voix        | %           |  |
| -------------- | ------------------------ | -------------- | ------------ | ------------ | ----------- | ----------- |  |
|                | Cécile Duflot élue       | EÉLV (PS)      | 21 149       | 48,74        | 28 009      | 72,18       |  |
|                | Jack-Yves Bohbot         | UMP            | 7 940        | 18,30        | 10 797      | 27,82       |  |
|                | Danielle Simonnet        | FG (PG) (PCF)  | 7 068        | 16,29        |             |             |  |
|                | François Vial            | RBM (FN)       | 2 145        | 4,94         |             |             |  |
|                | Sylvie Mamy              | CpF (MoDem)    | 1 274        | 2,94         |             |             |  |
|                | Thomas Watanabe-Vermorel | Pirate         | 537          | 1,24         |             |             |  |
|                | Sylvain Guy              | MUP            | 488          | 1,12         |             |             |  |
|                | Hervé Naillon            | Cap21          | 416          | 0,96         |             |             |  |
|                | Monique Bourgoin         | AC             | 391          | 0,90         |             |             |  |
|                | Guy Deffeyes             | AÉI            | 387          | 0,89         |             |             |  |
|                | Muriel Loubet            | DLR            | 345          | 0,80         |             |             |  |
|                | Lydia Guirous            | PRV            | 334          | 0,77         |             |             |  |
|                | Sylviane Charles         | NPA            | 307          | 0,71         |             |             |  |
|                | Jean-Louis Gaillard      | LO             | 178          | 0,41         |             |             |  |
|                | Régis Rolles             | PPLD           | 172          | 0,40         |             |             |  |
|                | Roger Domard             | COM            | 78           | 0,18         |             |             |  |
|                | Carole Borensztein       | PL (CNIP)      | 75           | 0,17         |             |             |  |
|                | Hubert Marty             | Divers         | 73           | 0,17         |             |             |  |
|                | Laurent Baudry           | Divers         | 31           | 0,07         |             |             |  |
|                |                          |                |              |              |             |             |  |
| Inscrits       | Inscrits                 | Inscrits       | 73 170       | 100,00       | 73 258      | 100,00      |  |
| Abstentions    | Abstentions              | Abstentions    | 29 245       | 39,97        | 32 727      | 44,67       |  |
| Votants        | Votants                  | Votants        | 43 925       | 60,03        | 40 531      | 55,33       |  |
| Blancs et nuls | Blancs et nuls           | Blancs et nuls | 537          | 1,22         | 1 725       | 4,26        |  |
| Exprimés       | Exprimés                 | Exprimés       | 43 388       | 98,78        | 38 806      | 95,74       |  |

### Élections législatives de 2017
Les élections législatives se sont déroulées les dimanches 11 et 18 juin 2017.
|                                                                      |                                                                               |                           |                           |                          |                          |
|                                                                      |                                                                               | Premier tour 11 juin 2017 | Premier tour 11 juin 2017 | Second tour 18 juin 2017 | Second tour 18 juin 2017 |
|                                                                      |                                                                               |                           |                           |                          |                          |
|                                                                      |                                                                               | Nombre                    | % des inscrits            | Nombre                   | % des inscrits           |
| Inscrits                                                             | Inscrits                                                                      | 76 665                    | 100,00                    | 76 657                   | 100,00                   |
| Abstentions                                                          | Abstentions                                                                   | 33 532                    | 43,74                     | 38 439                   | 50,14                    |
| Votants                                                              | Votants                                                                       | 43 133                    | 56,26                     | 38 218                   | 49,86                    |
|                                                                      |                                                                               |                           | % des votants             |                          | % des votants            |
| Bulletins blancs                                                     | Bulletins blancs                                                              | 407                       | 0,94                      | 1 695                    | 4,44                     |
| Bulletins nuls                                                       | Bulletins nuls                                                                | 182                       | 0,42                      | 614                      | 1,61                     |
| Suffrages exprimés                                                   | Suffrages exprimés                                                            | 42 544                    | 98,63                     | 35 909                   | 93,96                    |
|                                                                      |                                                                               |                           |                           |                          |                          |
| Candidat Étiquette politique (partis et alliances)                   | Candidat Étiquette politique (partis et alliances)                            | Voix                      | % des exprimés            | Voix                     | % des exprimés           |
|                                                                      |                                                                               |                           |                           |                          |                          |
|                                                                      | Pierre Person La République en marche !                                       | 16 772                    | 39,42                     | 18 309                   | 50,99                    |
|                                                                      | Danielle Simonnet La France insoumise                                         | 8 013                     | 18,83                     | 17 600                   | 49,01                    |
|                                                                      | Cécile Duflot (députée sortante) Europe Écologie Les Verts (Parti socialiste) | 6 250                     | 14,69                     |                          |                          |
|                                                                      | Nawel Oumer Parti socialiste diss.                                            | 2 595                     | 6,10                      |                          |                          |
|                                                                      | Hélène Hautval Union des démocrates et indépendants (Les Républicains)        | 2 307                     | 5,42                      |                          |                          |
|                                                                      | Guy Deballe Front national                                                    | 1 224                     | 2,88                      |                          |                          |
|                                                                      | Adrien Tiberti Parti communiste français (République et socialisme)           | 1 110                     | 2,61                      |                          |                          |
|                                                                      | Yves Frémion Régions et peuples solidaires                                    | 803                       | 1,89                      |                          |                          |
|                                                                      | Catherine Helayel Parti animaliste                                            | 474                       | 1,11                      |                          |                          |
|                                                                      | Alexandre Dampuré #MaVoix                                                     | 397                       | 0,93                      |                          |                          |
|                                                                      | Nicolas Denis Union populaire républicaine                                    | 396                       | 0,93                      |                          |                          |
|                                                                      | Pauline Penet Parti chrétien-démocrate                                        | 340                       | 0,80                      |                          |                          |
|                                                                      | Juliette Fauchet Nouvelle Donne                                               | 324                       | 0,76                      |                          |                          |
|                                                                      | Maxime Laglasse Parti pirate                                                  | 313                       | 0,74                      |                          |                          |
|                                                                      | Naïma Moghir Mouvement 100 %                                                  | 272                       | 0,64                      |                          |                          |
|                                                                      | Anne-Catherine Godde Lutte ouvrière                                           | 250                       | 0,59                      |                          |                          |
|                                                                      | Stéphane Casse Parti du vote blanc                                            | 150                       | 0,35                      |                          |                          |
|                                                                      | Mohamed Haouas Divers gauche                                                  | 117                       | 0,28                      |                          |                          |
|                                                                      | Amré Abou Ali Sans étiquette                                                  | 86                        | 0,20                      |                          |                          |
|                                                                      | Henriane Jego 577-Les Indépendants - Parti libéral démocrate                  | 81                        | 0,19                      |                          |                          |
|                                                                      | Henri Grouès Mouvement 100 %                                                  | 80                        | 0,19                      |                          |                          |
|                                                                      | Léa Bons À nous la démocratie !                                               | 61                        | 0,14                      |                          |                          |
|                                                                      | Régis Rollès Parti pour la décroissance                                       | 60                        | 0,14                      |                          |                          |
|                                                                      | Michel Fize Mouvement 100 %                                                   | 60                        | 0,14                      |                          |                          |
|                                                                      | Radhouane Ben Bouzid Divers droite                                            | 9                         | 0,02                      |                          |                          |
|                                                                      | Christian Agon Extrême gauche                                                 | 0                         | 0,00                      |                          |                          |
| Source : Ministère de l'Intérieur - Sixième circonscription de Paris |                                                                               |                           |                           |                          |                          |

### Élections législatives de 2022
Les élections législatives françaises de 2022 ont lieu les dimanches 12 et 19 juin 2022.
|                                                    |                                                                                    |                           |                |
|                                                    |                                                                                    | Premier tour 12 juin 2022 |                |
|                                                    |                                                                                    |                           |                |
|                                                    |                                                                                    | Nombre                    | % des inscrits |
| Inscrits                                           | Inscrits                                                                           | 80 908                    | 100,00         |
| Abstentions                                        | Abstentions                                                                        | 35 276                    | 43,60          |
| Votants                                            | Votants                                                                            | 45 632                    | 56,40          |
|                                                    |                                                                                    |                           | % des votants  |
| Bulletins blancs                                   | Bulletins blancs                                                                   | 498                       | 1,09           |
| Bulletins nuls                                     | Bulletins nuls                                                                     | 188                       | 0,41           |
| Suffrages exprimés                                 | Suffrages exprimés                                                                 | 44 946                    | 98,50          |
|                                                    |                                                                                    |                           |                |
| Candidat Étiquette politique (partis et alliances) | Candidat Étiquette politique (partis et alliances)                                 | Voix                      | % des exprimés |
|                                                    |                                                                                    |                           |                |
|                                                    | Sophia Chikirou Nouvelle Union populaire écologique et sociale La France insoumise | 24 155                    | 53,74          |
|                                                    | Julien Bargeton Ensemble                                                           | 11 514                    | 25,62          |
|                                                    | Laurence Bonzani Europe Écologie Les Verts diss.                                   | 2 084                     | 4,64           |
|                                                    | Jean-Christophe Martin Les Républicains                                            | 1 767                     | 3,93           |
|                                                    | Marie Rosette Huynh Thi (Bozzi) Rassemblement national                             | 1 507                     | 3,35           |
|                                                    | Victor Meldener Reconquête                                                         | 1 314                     | 2,92           |
|                                                    | Yves Frémion Régions et peuples solidaires                                         | 782                       | 1,74           |
|                                                    | Romain Van Den Broucke Parti animaliste                                            | 717                       | 1,60           |
|                                                    | Jennifer Borsellino Parti pirate                                                   | 529                       | 1,18           |
|                                                    | Anne-Catherine Godde Lutte ouvrière                                                | 423                       | 0,94           |
|                                                    | Charles Dupuy Parti ouvrier indépendant démocratique                               | 153                       | 0,34           |
|                                                    | Yasmine Berrouba Divers centre                                                     | 1                         | 0,00           |

### Élections législatives de 2024
Les élections législatives de 2024 ont lieu les dimanches 30 juin et 7 juillet 2024.
| Candidat                 | Candidat                 | Parti et coalition       | Nuances                  | Premier tour | Premier tour |
| Candidat                 | Candidat                 | Parti et coalition       | Nuances                  | Voix         | %            |
| ------------------------ | ------------------------ | ------------------------ | ------------------------ | ------------ | ------------ |
|                          | Sophia Chikirou          | LFI (NFP)                | UG                       | 34 329       | 58,19        |
|                          | Gwenaëlle Coulon         | RE (ENS)                 | ENS                      | 13 230       | 22,42        |
|                          | Élise Maryse Laplace     | RN                       | RN                       | 4 301        | 7,29         |
|                          | Jean-Christophe Martin   | LR                       | LR                       | 2 317        | 3,93         |
|                          | Louis Gundermann         | Verts démocrates         | DVC                      | 1 577        | 2,67         |
|                          | Hippolyte Verdier        | Équinoxe                 | ECO                      | 1 208        | 2,05         |
|                          | Amélie Jullien           | REC                      | REC                      | 626          | 1,06         |
|                          | Véronique Brunet         | LO                       | EXG                      | 509          | 0,86         |
|                          | Alain-Jean Amouni        |                          | DIV                      | 450          | 0,76         |
|                          | Thierry Sessin Caracci   |                          | DVG                      | 377          | 0,64         |
|                          | Dima Lecrest             |                          | DVG                      | 73           | 0,12         |
|                          | Martial Mutte            | Europe Équitable         | DVG                      | 0            | 0,00         |
|                          | Laurence Nicolas         |                          | EXG                      | 0            | 0,00         |
|                          |                          |                          |                          |              |              |
| Votes valides            | Votes valides            | Votes valides            | Votes valides            | 58 997       | 98,34        |
| Votes blancs             | Votes blancs             | Votes blancs             | Votes blancs             | 642          | 1,07         |
| Votes nuls               | Votes nuls               | Votes nuls               | Votes nuls               | 355          | 0,59         |
| Total                    | Total                    | Total                    | Total                    | 59 994       | 100          |
| Abstention               | Abstention               | Abstention               | Abstention               | 21 243       | 26,15        |
| Inscrits / participation | Inscrits / participation | Inscrits / participation | Inscrits / participation | 81 237       | 73,85        |